# Hypnum oldhamii
Hypnum oldhamii är en bladmossart som beskrevs av Georg Friedrich von Jaeger 1880. Hypnum oldhamii ingår i släktet flätmossor, och familjen Hypnaceae. Inga underarter finns listade i Catalogue of Life.